# Gigli
Gigli es una película estadounidense de 2003 escrita, coproducida y dirigida por Martin Brest y protagonizada por Ben Affleck y Jennifer Lopez, con las actuaciones de Justin Bartha, Al Pacino, Christopher Walken y Lainie Kazan. La trama sigue a Larry Gigli (Affleck), un ladrón de poca monta que debe secuestrar y mutilar a Brian, el hermano de un fiscal. Sin embargo, Gigli se enamora de Ricki (Lopez), una mujer enviada para supervisarlo, lo que complica la misión y pone en riesgo sus vidas.
A pesar de la atención que los medios de comunicación le prestaron durante la producción (principalmente debido a que Affleck y Lopez mantenían una relación), Gigli recibió críticas negativas y, en los años posteriores, ha sido considerada una de las peores películas de la historia. También es uno de los fracasos de taquilla más caros de la historia, recaudando 7,2 millones de dólares con un presupuesto de 75,6 millones. Fue la última película dirigida por Brest.

## Argumento
Larry Gigli es un mafioso de baja categoría de Los Ángeles que no es tan duro como aparenta. Louis, un miembro de alto rango de la organización de Gigli, le ordena secuestrar al hermano menor con problemas mentales de un poderoso fiscal federal para usarlo como moneda de cambio y salvar de la cárcel al jefe de la mafia neoyorquina Starkman.
Gigli convence con éxito al joven Brian para que lo acompañe, prometiéndole llevarlo a Baywatch, una serie de televisión que parece ser la única obsesión de Brian. Louis no confía en que Gigli haga bien su trabajo, así que contrata a una mujer que se hace llamar Ricki para que se encargue.
Gigli se siente atraído por Ricki, pero le molesta tanto la falta de fe de Louis en él como tener que acatar órdenes de ella. También le frustra la insistencia de Brian en «ir a Baywatch» y que Ricki sea lesbiana.
Los acontecimientos toman un giro sombrío cuando Gigli y Ricki reciben órdenes de cortarle el pulgar a Brian, algo que ninguno quiere hacer. En un hospital, Gigli se cuela en la morgue y corta el pulgar de un cadáver, que envía al fiscal como si fuese el de Brian. Gigli y Ricki regresan a su apartamento, donde él le confiesa su amor y consuman su relación.
Son citados para reunirse con el jefe de la mafia. Starkman revela que no aprobó el plan de secuestrar al hermano de un fiscal federal ni de cortarle el pulgar. Sin embargo, está furioso porque no coincidía con la huella dactilar de Brian. Por lo tanto, no solo no logró aumentar la presión sobre el fiscal, sino que también socavó su credibilidad.
Starkman mata a Louis en represalia por el secuestro y el consiguiente escrutinio por parte de las fuerzas del orden. Está a punto de matar a Ricki y Gigli, pero ella lo convence de no hacerlo. Señala que solo ellos saben dónde está Brian y que solo ellos pueden silenciarlo e impedir que revele la participación de la organización de Starkman en el secuestro.
Salen de casa de Starkman, deciden dejar a la mafia y hablan sobre devolver a Brian al lugar donde lo encontraron. De camino, ven un video musical al estilo de Baywatch que se está grabando en la playa. Brian ruega que lo dejen ir allí y, tras convencerlos, acceden. Gigli convence a Ricki de que se lleve su automóvil para escapar, pero en el último momento vuelve a recogerlo y se van juntos.

## Reparto
- Ben Affleck - Larry Gigli
- Jennifer Lopez - Ricki/Rochelle
- Justin Bartha - Brian
- Lainie Kazan - La madre de Gigli
- Al Pacino - Starkman
- Lenny Venito - Louis
- Missy Crider - Robin
- Christopher Walken - Detective Stanley Jacobellis
- Terrence Camilleri - El hombre del lavarropas

## Producción
Halle Berry fue seleccionada como la protagonista femenina, pero abandonó el proyecto por estar comprometida con la filmación de X-Men 2. Fue reemplazada por Jennifer Lopez, quien firmó a finales de 2001 por 12 millones de dólares. Adam Brody audicionó para el papel de Brian. Steve Schirripa también asistió al casting pero no fue seleccionado.
Gigli comenzó a rodarse en Los Ángeles el 10 de diciembre de 2001. El final original mostraba a Gigli siendo asesinado, pero tras la respuesta negativa a una proyección de prueba, el final se volvió a rodar y se editó. En una entrevista de 2023 para Variety, el director Martin Brest declaró:

Los extensos desacuerdos entre el estudio y yo llegaron al punto en que la posproducción se detuvo durante ocho meses mientras luchábamos. Al final, me quedé con dos opciones: renunciar o ser cómplice del desmembramiento de la película. Para mi eterno arrepentimiento, no renuncié, así que asumo la responsabilidad de un espantoso cadáver de película. Una vez que se cortaron escenas clave, se convirtió en una especie de chiste al que le habían quitado el remate; los giros interminables nunca pudieron crear la ilusión de que lo que quedaba era lo que se había buscado. Las extensas regrabaciones y reediciones convirtieron a los personajes, escenas, historia y tono en algo completamente diferente en el intento fútil de hacer que el creciente caos se pareciera a una película. Por primera vez en mi carrera me había convertido en un verdadero colaborador, no en el sentido benigno y creativo, sino en el de alguien que, violando sus verdaderas lealtades, coopera con fuerzas de ocupación. Y por ese tipo de compromiso, los autoflagelamientos superan con creces cualquier posible reproche público.

## Recepción

### Taquilla
Gigli recaudó 3 753 518 dólares durante su fin de semana de estreno en 2215 salas, con un promedio de 1694 dólares por sala y ocupando el puesto número ocho en la taquilla. La respuesta negativa llevó al estudio a retirar los anuncios de la película y reemplazarlos con otro de sus estrenos, Bad Boys II.
En ese momento, la película estableció un récord al ser la mayor caída en taquilla en un segundo fin de semana de cualquier película de gran estreno desde que se comenzó a registrar esta estadística. Cayó un 81,9 % en su segundo fin de semana en comparación con el primero, recaudando 678 640 dólares. Para su tercer fin de semana de estreno, solo 73 salas estadounidenses la proyectaban, una caída del 97 % con respecto a su primer fin de semana. La película finalmente recaudó 6 087 542 dólares a nivel nacional y 1 178 667 dólares a nivel internacional, para un total de 7 266 209 con un presupuesto de producción de 75,6 millones.
Tras su tercera semana, fue retirada, uno de los periodos de circulación más cortos para una película de gran presupuesto. En el Reino Unido, la película fue descartada en prácticamente todos los cines tras las críticas negativas. Se afirmó que Gigli fue un factor clave en la pérdida de 42 millones de dólares de Sony Pictures en el trimestre de su estreno, a pesar de que el estudio tuvo las exitosas Bad Boys II y S.W.A.T. durante el mismo período. La recaudación mundial de 7,7 millones de dólares frente a un presupuesto de 75,6 millones convirtió a Gigli en uno de los fracasos de taquilla más caros de todos los tiempos.

### Crítica
Gigli recibió reseñas sumamente negativas de parte de la crítica y de la audiencia. En el portal de internet Rotten Tomatoes, tiene una aprobación de 6 %, basada en 185 reseñas, con una calificación de 3.1/10, mientras que de parte de la audiencia ha recibido una aprobación de 14 %, con una calificación de 1.7/5. El consenso crítico del sitio dice: «Bizarra y torpemente tramada, Gigli es un desastre. En cuanto a sus estrellas, Affleck y Lopez carecen de química». En la página Metacritic tiene una puntuación de 18 de 100, basada en 37 reseñas, indicando «abrumadoramente odiada». Las audiencias de CinemaScore le han dado una «D-» en una escala de A+ a F, mientras que en el sitio Internet Movie Database los usuarios le han asignado una puntuación de 2.6/10, sobre la base de 51 mil votos. En la página web FilmAffinity la cinta tiene una calificación de 3.0/10, basada en 2847 votos.
En Ebert and Roeper, los críticos Roger Ebert y Richard Roeper, del Chicago Sun-Times, desaprobaron la película, aunque Ebert mostró cierta simpatía hacia ella, afirmando que tenía «diálogos ingeniosos», pero que era «demasiado desorganizada para recomendarla». Ebert le dio a la película dos estrellas y media de cuatro, y agregó: «La película intenta hacer algo diferente, reflexivo y un poco atrevido con su relación, y aunque no funciona del todo, quizás valga la pena verla por algunas escenas realmente buenas». También consideró que las actuaciones de Lopez y Affleck son «atractivas» y que «tienen química». Roeper la calificó de «desastre» y «una de las peores películas» que vio. Incluyó a Gigli en su lista de las 100 peores películas de la década, en el puesto número siete.
Además de Ebert, James Berardinelli fue otro de los críticos que no la descartó por completo.  Berardinelli le dio dos estrellas y afirmó: «No es una buena película, pero, comparada con películas como Dumb and Dumberer y Legally Blonde 2, Jen y Ben ofrecen menos dolor». Michael Wilmington, de Los Angeles Times, comentó: «La película falla. Pero difícilmente sea la peor que he visto este año». El crítico destacó los cameos de Christopher Walken y Al Pacino, argumentando que presentaron un nivel actoral muy superior a otros «desastres genuinos» estrenados ese año. Wilmington agregó: «La mayoría de los demás fiascos de 2003 que he mencionado están protegidos porque los críticos no esperan nada de ellos. Pero eso no hace que esas películas sean mejores».
Joel Siegel, de Good Morning America, le otorgó a la película una calificación de «D» y declaró en su reseña: «Para poder ser considerada un fracaso histórico, una película necesita cierta pretensión, y Gigli siempre quiso ser una comedia romántica. Es una comedia romántica horrible». Owen Gleiberman, de Entertainment Weekly, le otorgó a la película una calificación de «C+», afirmando: «Una mala película que se puede ver, pero dista mucho de ser la típica superproducción convencional. No hay tiroteos ni persecuciones de automóviles y tampoco hay mucho suspense romántico».
Una de las pocas reseñas positivas provino de Amy Dawes, de Variety, quien escribió que la historia era absurda y que la película sería un fracaso, pero que, en general, le pareció una película divertida con varias buenas actuaciones.
En los últimos años, la película ha sido revaluada cada vez más por la crítica. Por ejemplo, Jason Bailey, en un artículo para The Guardian, señaló que «en el siglo XXI, las reseñas mixtas se han convertido en una especie en peligro de extinción: la mayoría de los lectores buscan la calificación de Rotten Tomatoes y las citas destacadas, y poco más. Todo es lo mejor en absoluto o lo peor de todos los tiempos, y no hay nada intermedio. Gigli está en el medio».

### Premios y nominaciones
| Premio                    | Fecha de entrega      | Categoría                                   | Nominado                                       | Resultado |
| ------------------------- | --------------------- | ------------------------------------------- | ---------------------------------------------- | --------- |
| Premios Golden Raspberry  | 28 de febrero de 2004 | Peor película                               | Columbia/Revolution Studios                    | Ganadora  |
| Premios Golden Raspberry  | 28 de febrero de 2004 | Peor actor                                  | Ben Affleck (también por Daredevil y Paycheck) | Ganador   |
| Premios Golden Raspberry  | 28 de febrero de 2004 | Peor actriz                                 | Jennifer Lopez                                 | Ganadora  |
| Premios Golden Raspberry  | 28 de febrero de 2004 | Peor actor de reparto                       | Al Pacino                                      | Candidato |
| Premios Golden Raspberry  | 28 de febrero de 2004 | Peor actor de reparto                       | Christopher Walken (también por Canguro Jack)  | Candidato |
| Premios Golden Raspberry  | 28 de febrero de 2004 | Peor actriz de reparto                      | Lainie Kazan                                   | Candidata |
| Premios Golden Raspberry  | 28 de febrero de 2004 | Peor pareja                                 | Ben Affleck y Jennifer Lopez                   | Ganadores |
| Premios Golden Raspberry  | 28 de febrero de 2004 | Peor director                               | Martin Brest                                   | Ganador   |
| Premios Golden Raspberry  | 28 de febrero de 2004 | Peor guion                                  | Martin Brest                                   | Ganador   |
| Premios Golden Raspberry  | 26 de febrero de 2005 | Peor «comedia» de nuestros primeros 25 años | Peor «comedia» de nuestros primeros 25 años    | Ganadora  |
| Premios Golden Raspberry  | 6 de marzo de 2010    | Peor película de la década                  | Peor película de la década                     | Candidata |
| Stinkers Bad Movie Awards | 22 de febrero de 2004 | Peor película                               | Peor película                                  | Candidata |
| Stinkers Bad Movie Awards | 22 de febrero de 2004 | Peor actor                                  | Ben Affleck (también por Daredevil y Paycheck) | Ganador   |
| Stinkers Bad Movie Awards | 22 de febrero de 2004 | Peor acento falso                           | Ben Affleck                                    | Ganador   |
| Stinkers Bad Movie Awards | 22 de febrero de 2004 | Peor actriz                                 | Jennifer Lopez                                 | Ganadora  |
| Stinkers Bad Movie Awards | 22 de febrero de 2004 | Peor acento falso                           | Jennifer Lopez                                 | Ganadora  |
| Stinkers Bad Movie Awards | 22 de febrero de 2004 | Peor pareja                                 | Ben Affleck y Jennifer Lopez                   | Ganadores |
| Stinkers Bad Movie Awards | 22 de febrero de 2004 | Peor actor de reparto                       | Justin Bartha                                  | Candidato |
| Stinkers Bad Movie Awards | 22 de febrero de 2004 | Peor actriz de reparto                      | Lainie Kazan                                   | Candidata |
| Stinkers Bad Movie Awards | 22 de febrero de 2004 | Banda sonora más intrusiva                  | Banda sonora más intrusiva                     | Candidata |
| Stinkers Bad Movie Awards | 22 de febrero de 2004 | El peor sentido de la dirección             | Martin Brest                                   | Candidato |
| Stinkers Bad Movie Awards | 22 de febrero de 2004 | Peor canción                                | «Baby Got Back»                                | Candidata |

## Legado
El título de la película fue nombrado por el Global Language Monitor como una de las palabras de Hollywood que más impactó el idioma inglés en 2003. En particular, los presentadores de programas de entrevistas nocturnos satirizaron la película en sus monólogos; Conan O'Brien dijo: «A los Mets les está yendo tan mal que los rebautizarán como "The New York Gigli"».
En su canción «Virus Alert», de su álbum de 2006 Straight Outta Lynwood, «Weird Al» Yankovic hace referencia a la película, afirmando con exageración que un virus informático «hará que tu televisor grabe Gigli».
Yahoo! Movies clasifica a Gigli en el número uno de su lista de las películas peor valoradas de todos los tiempos, con una calificación de la crítica de D-. En mayo de 2015, The Hollywood Reporter clasificó a Gigli en el puesto 25 de su lista de los «50 peores títulos de películas de todos los tiempos».
En un episodio de 2013 de Saturday Night Live, Fred Armisen interpretó al presidente iraní Mahmud Ahmadineyad, interpretando a Affleck en una película que criticaba la creación de Argo, mientras que Affleck —quien dirigió, produjo y protagonizó Argo— formaba parte del equipo de rodaje. Cuando le preguntaron a su personaje por qué aparecería en esta película, Affleck respondió: «Hace tiempo que quería aparecer en una película peor que Gigli». Affleck afirmó que la recepción negativa de Gigli fue el origen de su carrera como director.